# Flaubert Douanla
Flaubert Douanla (* 10. Januar 1973) ist ein ehemaliger kamerunischer Radrennfahrer.
Flaubert Douanla wurde 2006 bei der Tour de l’Est International in der Elfenbeinküste Dritter beim Prolog und er gewann die achte Etappe nach Bouaké. Beim Grand Prix Chantal Biya war er später auf einem Teilstück erfolgreich und konnte so auch die Gesamtwertung für sich entscheiden. Bei der Tour du Maroc wurde er noch Etappendritter und bei der Tour de l’Est International 2007 Etappenzweiter. Im gleichen Jahr konnte er den Cameroon Cycling Cup für sich entscheiden. 2008 feierte er wiederum jeweils einen Etappensieg bei der Tour de l’Est sowie beim Grand Prix Chantal Biya.

## Erfolge
2006
- eine Etappe und Gesamtwertung Grand Prix Chantal Biya

2008
- eine Etappe Grand Prix Chantal Biya